# Tennis Masters Cup 2004 – mužská čtyřhra
Soutěže mužské čtyřhry na Tennis Masters Cupu 2004 se zúčastnilo osm nejlepších párů v klasifikaci dvojic žebříčku ATP. Jednalo se o poslední ročník, v němž bylo finále hráno na tři vítězné sady.
Deblový titul si připsal druhý nasazený americký pár Bob a Mike Bryanovi, jehož členové ve finále zdolali zimbabwské turnajové čtyřky Waynea Blacka s Kevinem Ullyettem po čtyřsetovém průběhu 4–6, 7–5, 6–4 a 6–2. Připsali si tak druhý titul ze závěrečné události sezóny okruhu ATP Tour, když obhájili vítězství z předešlého ročníku.

## Nasazení párů
1. Mark Knowles /  Daniel Nestor (semifinále)
2. Bob Bryan /  Mike Bryan (vítězové)
3. Jonas Björkman /  Todd Woodbridge (semifinále)
4. Wayne Black /  Kevin Ullyett (finále)
5. Mahesh Bhupathi /  Max Mirnyj (základní skupina)
6. Martin Damm /  Cyril Suk (základní skupina)
7. Gastón Etlis /  Martín Rodríguez (základní skupina)
8. Xavier Malisse /  Olivier Rochus (základní skupina)

## Soutěž
| Legenda                                                       |                                                                        |                                                   |
| - Q – kvalifikant - WC – divoká karta - LL – šťastný poražený | - Alt – náhradník - SE – zvláštní výjimka - PR/SR – žebříčková ochrana | - w/o – bez boje - r – skreč - d – diskvalifikace |

### Finálová fáze
|  | Semifinále | Semifinále                 | Semifinále                | Semifinále | Semifinále |   |                                | Finále | Finále | Finále | Finále | Finále |
|  |            |                            |                           |            |            |   |                                |        |        |        |        |        |
|  | 1          | Mark Knowles Daniel Nestor | 2                         | 4          |            |   |                                |        |        |        |        |        |
|  | 2          | Bob Bryan Mike Bryan       | 6                         | 6          |            |   |                                |        |        |        |        |        |
|  | 2          | Bob Bryan Mike Bryan       | 6                         | 6          |            | 2 | Bob Bryan Mike Bryan           | 4      | 7      | 6      |        |        |
|  |            |                            |                           |            |            | 2 | Bob Bryan Mike Bryan           | 4      | 7      | 6      |        |        |
|  |            | 4                          | Wayne Black Kevin Ullyett | 6          | 5          | 4 |                                |        |        |        |        |        |
|  | 3          | 4                          | Wayne Black Kevin Ullyett | 6          | 5          | 4 | Jonas Björkman Todd Woodbridge | 4      | 2      |        |        |        |
|  | 3          |                            |                           |            |            |   | Jonas Björkman Todd Woodbridge | 4      | 2      |        |        |        |
|  | 4          | Wayne Black Kevin Ullyett  | 6                         | 6          |            |   |                                |        |        |        |        |        |

### Červená skupina
|    |                               | Knowles Nestor     | Black Ullyett      | Damm Suk      | Malisse Rochus     | Zápasy | Sety | Hry   | Pořadí |
| 1. | Mark Knowles Daniel Nestor    |                    | 4–6, 6–3, 7–6(9–7) | 6–2, 6–3      | 5–7, 7–6(7–2), 6–4 | 3–0    | 6–2  | 47–37 | 1.     |
| 4. | Wayne Black Kevin Ullyett     | 6–4, 3–6, 6–7(7–9) |                    | 6–2, 6–2      | 6–4, 6–2           | 2–1    | 5–2  | 39–27 | 2.     |
| 6. | Martin Damm Cyril Suk         | 2–6, 3–6           | 2–6, 2–6           |               | 6–2, 1–6, 4–6      | 0–3    | 1–6  | 20–38 | 4.     |
| 8. | Xavier Malisse Olivier Rochus | 7–5, 6–7(2–7), 4–6 | 4–6, 2–6           | 2–6, 6–1, 6–4 |                    | 1–2    | 3–5  | 37–41 | 3.     |

Pořadí bude určeno na základě následujících kritérií: 1) počet vyhraných utkání; 2) počet odehraných utkání; 3) vzájemný poměr utkání u dvou hráčů se stejným počtem výher; 4) procento vyhraných setů, procento vyhraných her u třech hráčů se stejným počtem výher, poté poměr vzájemných utkání 5) postavení na žebříčku ATP.

### Modrá skupina
|    |                                | Bryan              | Björkman Woodbridge     | Bhupathi Mirnyj    | Etlis Rodríguez         | Zápasy | Sety | Hry   | Pořadí |
| 2. | Bob Bryan Mike Bryan           |                    | 3–6, 4–6                | 7–6(9–7), 5–7, 6–4 | 6–3, 7–6(7–4)           | 2–1    | 4–3  | 38–38 | 2.     |
| 3. | Jonas Björkman Todd Woodbridge | 6–3, 6–4           |                         | 6–3, 6–2           | 2–6, 7–6(7–4), 7–6(7–3) | 3–0    | 6–1  | 40–30 | 1.     |
| 5. | Mahesh Bhupathi Max Mirnyj     | 6–7(7–9), 7–5, 4–6 | 3–6, 2–6                |                    | 6–3, 7–6(7–5)           | 1–2    | 3–4  | 35–39 | 3.     |
| 7. | Gastón Etlis Martín Rodríguez  | 3–6, 6–7(4–7)      | 6–2, 6–7(4–7), 6–7(3–7) | 3–6, 6–7(5–7)      |                         | 0–3    | 1–6  | 36–42 | 4.     |

Pořadí bude určeno na základě následujících kritérií: 1) počet vyhraných utkání; 2) počet odehraných utkání; 3) vzájemný poměr utkání u dvou hráčů se stejným počtem výher; 4) procento vyhraných setů, procento vyhraných her u třech hráčů se stejným počtem výher, poté poměr vzájemných utkání 5) postavení na žebříčku ATP.